# Господство в воздухе

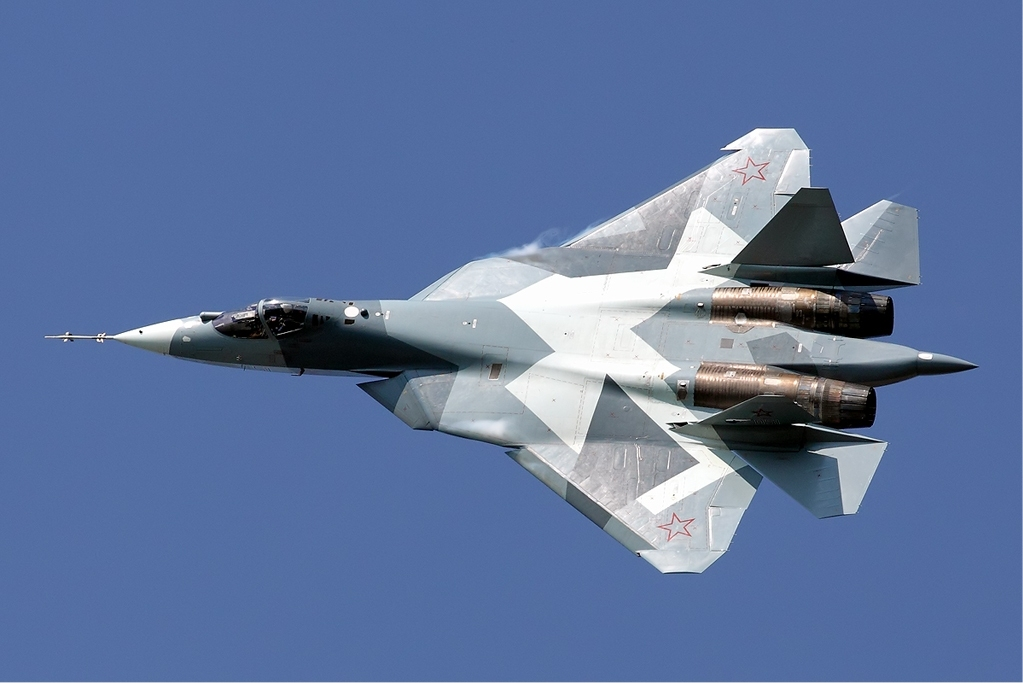
Су-57 (ранее ПАК ФА) — российский многоцелевой истребитель пятого поколения. Су-30 — истребитель поколения 4+ завоевания господства в воздухе

Господство в воздухе — решающее превосходство авиации одной из воюющих сторон в воздушном пространстве на театре военных действий (театре войны).
По масштабам «господство в воздухе» может быть стратегическим, оперативным и тактическим. Решающая роль в завоевании господства в воздухе принадлежит ВВС и войскам ПВО.

## Значение
Любой, кому предстоит сражаться даже самым современным оружием с противником, господствующим в воздухе, будет воевать как дикарь против европейских колониальных войск, в таких же условиях и с такими же шансами на победу.— фельдмаршал Эрвин Роммель

## История понятий
Решающее преимущество одной из противоборствующих сторон в воздушном пространстве на театре военных действий (ТВД) получило наименование в военной доктрине государств, официальных руководствах и в военной литературе:
- В Союзе ССР и Российской Федерации — России понятие господство в воздухе, как правило, не подразделяют на какие-либо разновидности.[источник не указан 1220 дней]
- В Вооруженных силах США, стран НАТО и других государств, строящих свою армию по образцу армий стран НАТО выделяют два связанных понятия — превосходство в воздухе (air superiority) как sine qua non — необходимое и достаточное условие, и господство в воздухе (total air superiority, air supremacy) как желательное условие для достижения победы над противником.

## Первая мировая война
В годы Первой мировой войны ещё не существовало разработанного военного понятия «господство в воздухе». На практике превосходство в воздушных боях попеременно переходило от Антанты к центральным державам и обратно. Периоды, когда превосходство в воздухе принадлежало германским Имперским военно-воздушным силам Германии, включают в себя Бич Фоккера в конце 1915 года — начале 1916 года и так называемый Кровавый апрель (апрель 1917 года).

## Между мировыми войнами
Понятие «господство в воздухе» ввёл в употребление итальянский военный теоретик Джулио Дуэ. В 1921 году была опубликована его книга «Господство в воздухе», в которой он утверждал, что авиация должна играть в войне ведущую роль, и авиаудары по государственным и экономическим центрам противника способны привести к победе.
В Союзе ССР понятие «господство в воздухе» получило признание после проведения больших бобруйских манёвров в 1929 году. Опыт этих манёвров был обобщён в книге военного теоретика Александра Лапчинского «Воздушные силы в бою и операции». Особое внимание в книге было уделено борьбе за господство в воздухе. По мнению А. Лапчинского, абсолютное господство в воздухе вообще недостижимо, можно достичь лишь временного или местного превосходства в воздухе.

## Вторая мировая война
До лета 1943 года подавляющее господство в воздухе принадлежало Воздушным войскам Вооружённых сил нацистской Германии. Участник сталинградской битвы Маршал Советского Союза Н. И. Крылов вспоминал:
 ... все светлое время суток в небе почти не смолкал гул фашистских самолетов. Что такое господство врага в воздухе, я как будто уже достаточно знал по Одессе и Севастополю. Однако в открытой степи, где труднее укрывать и людей, и особенно боевую технику, оно ощущалось еще сильнее.
Без поддержки наземных войск с воздуха, обычно — массированной, противник не делал ничего. Даже переброски на восточный берег Дона небольших подразделений обеспечивались десятками бомбардировщиков. Вражеская авиация крайне осложняла действия нашей артиллерии, заставляя ее часто менять огневые позиции, отчаянно мешала инженерным работам, почти не давала подвозить что-либо днем из дальних тылов в ближние. Летавшие над дорогами и полем «мессеры» нападали и на мелкие одиночные цели вроде моего «виллиса» (один раз это кончилось тем, что машину перевернуло взрывной волной, а нас с адъютантом и водителя засыпало землей).

Людей больше всего удручало то, что фашистская авиация нередко могла действовать безнаказанно. Наших истребителей появлялось в воздухе мало, а иногда не было совсем.
После начала массированных бомбардировок Германии летом 1943 года (Операция Pointblank) истребительные части Воздушных войск Вооружённых сил нацистской Германии были переведены в Германию для отражения налётов союзников. На Восточном фронте осталась только одна истребительная эскадра — Jagdgeschwader 52 (примерно 200 самолетов). По мнению ряда западных авторов, это обстоятельство позволило ВВС РККА завоевать господство в воздухе. Отечественные авторы полагают, что впервые оперативное господство в воздухе советским ВВС удалось завоевать ещё зимой 1941—1942 года в ходе битвы за Москву, затем оно было повторно завоёвано в ходе контрнаступления советских войск под Сталинградом, а в ходе Курской битвы и последовавшей за ней битвы за Днепр окончательно перешло к советской авиации, прежде всего благодаря большим потерям, которые люфтваффе понесли на советско-германском фронте.
На Западном фронте Королевские ВВС Великобритании отразили массированные налеты люфтваффе (Битва за Англию), что вынудило Германию отказаться от высадки в Англии.

## Послевоенный период
Опыт бомбардировок Второй мировой привёл к выработке в США доктрины достижения превосходства в воздухе, позволяющего наносить невосполнимый ущерб противнику («вбомбить в каменный век»), решая таким образом исход сражений на суше.
Абсолютное господство в воздухе во время войн в Ираке, операции в Югославии и прочих позволило ВС США в кратчайшие сроки реализовать поставленные задачи, нанеся противнику огромный ущерб на земле (как высокоточными ударами, так и массированными бомбежками). А вот широкомасштабное применение ковровых бомбардировок авиацией США во время войны во Вьетнаме не принесло США полной победы, хотя и позволило достичь отдельных военных и политических целей[какие?], особенно на завершающем этапе войны (см. Операция «Linebacker II»).

### Комментарии
1. ↑  Эскадра действовала в режиме «пожарной команды», перемещаясь с одного участка фронта на другой, в зависимости от текущей обстановки. Соотношение истребительных сил ВВС и Воздушных войск Вооружённых сил нацистской Германии составляло примерно 10:1, что позволило немецким лётчикам добиваться феноменальных результатов воздушных побед. Именно в 52-й эскадре служили три рекордсмена: Эрих Хартманн, Гюнтер Ралль и Герхард Баркхорн, имевшие по 300 побед (Хартманн — 345); счет многих других пилотов эскадры превышал 100 сбитых.